# Пруссак, Владимир Владимирович
Влади́мир Влади́мирович Прусса́к (21 июня [3 июля] 1895, Санкт-Петербург — 9 июля 1918, Петроград) — русский поэт, издатель и общественный деятель.

## Биография
Владимир Пруссак родился 3 июля (21 июня по старому стилю) 1895 года в Санкт-Петербурге.
Учился в гимназии, считался очень способным учеником.
Во время учёбы занялся нелегальной политической деятельностью. Вошёл в редакцию гектографического журнала «Недотыкомка», ставившего целью борьбу со школьным произволом. В 1911 году стал участником организации, которая издавала «Газету Санкт-Петербургской Введенской гимназии», освещавшую негативные стороны школьной жизни. С 1912 года участвовал в работе молодёжного «Революционного Союза», в котором был одним из основателей.
9 декабря 1912 года вместе с 33 членами межученической организации был арестован и лишён права на продолжение учёбы. Будучи изгнанным из гимназии, продолжил революционную работу, однако весной 1913 года его арестовали, а через год приговорили к пожизненной ссылке в Сибирь. В заключении во время следствия Пруссак заработал нервное расстройство, лечился в больнице Николая Чудотворца.
Весной 1914 года поселился в селе Суховское в 40 вёрстах от Иркутска. В октябре как нуждающийся в лечении получил разрешение жить в Иркутске. Активно занимался литературой, вошёл в круг местных поэтов, среди которых было немало ссыльных. Был одним из организаторов журнала «Багульник» (1916—1917), публиковался в нём, а также в журналах «Сибирские записки», «Современный мир», альманахе «Иркутские вечера». 
В октябре 1915 года на собственные средства при участии сестры Анны издал в Петрограде первый стихотворный сборник «Цветы на свалке».
Параллельно продолжал в Иркутске политическую деятельность, агитировал молодёжь.
После Февральской революции вернулся в Петроград. Примкнул к эсеровской группе Бориса Савинкова и Александра Керенского, выступал перед солдатами на Западном фронте. Сдал экстерном экзамен на аттестат зрелости. Стал почётным председателем Организации средних учебных заведений, одним из организаторов Первого всероссийского съезда учащихся средней школы в Москве.
С мая 1917 года публиковался в журнале «Новый Сатирикон». В 1917 году выпустил в Иркутске второй сборник «Деревянный крест». Среди тех, кому Пруссак подарил книгу, был поэт Владимир Маяковский, хранивший сборник в своей библиотеке. 16 декабря 1917 года участвовал в «Вечере поэтов» в Академии художеств вместе с Александром Блоком, Анной Ахматовой, Фёдором Сологубом, Осипом Мандельштамом, Владимиром Маяковским, Сергеем Есениным, Игорем Северянином.
После Октябрьской революции отошёл от общественной деятельности, поступил в университет.
В начале 1918 года выехал на юг, побывал в Ростове-на-Дону, после чего поселился в Тифлисе, где примкнул к литературной группе Сергея Городецкого, публиковался в журналах «Русская дума» и «Ars». В апреле вернулся в Петроград.
Умер 9 июля 1918 года в Петрограде после неудачной операции аппендицита, перешедшего в перитонит.

## Особенности творчества
Пруссак не входил в поэтические группы, однако стихи из сборника «Цветы на свалке» отмечены влиянием эгофутуризма и декадентства, несмотря на то что в нём значительное место занимает политическая тема. При этом принципы эгофутуризма здесь доводятся до абсурда и безвкусицы. Пруссак называет стихи сборника «поэтезами» (ср. у Игоря Северянина — «поэзы»).
Во втором сборнике «Деревянный крест» полностью преодолено эгофутуристическое влияние в пользу классической поэтики, усилились социальные мотивы, звучит тема Родины. В то же время в сборнике достаточно стихотворений с мистическими мотивами: поэт предрекает Руси «новые кресты и разрушительные беды», «величье будущего Рима». По мнению литературоведа Сергея Шаргородского, эти фрагменты «отдают шаблонностью и блоковскими, а по временам тютчевско-некрасовскими интонациями». Раздел «Sibirica» посвящён Сибири и её духу и истории, в нём встречаются даже шаманские сюжеты.

## Критика
Николай Гумилёв подверг жёсткой критике первый сборник Пруссака за следование эгофутуризму и неясную идеологию автора, упрекает его в шаблонности. По его словам, поэт «ломается, представляя то сноба скверного пошиба a la Игорь Северянин, то опереточного революционера, то доморощенного философа, провозглашающего, что искусство выше жизни, и наполняющего свои стихи именами любимых авторов».
Всеволод Рождественский также отмечает влияние Северянина, у которого Пруссак, по его мнению, заимствовал «ресторанный чад и лакейскую пошлость».
В то же время одобрительно о творчестве Пруссака высказывались Фёдор Сологуб, Давид Бурлюк, Всеволод Иванов, Николай Чужак, Леонид Мартынов.

## Семья
Отец — Владимир Фёдорович Пруссак (1850—1917), инженер-архитектор, происходил из витебских мещан.
Мать — Анна Тихоновна Пруссак, происходила из кронштадтских мещан, её родители были крепостными крестьянами.
Старший брат — Евгений Владимирович Пруссак (1890—1942), инженер, композитор, автор первой советской оперы на современный сюжет «За Красный Петроград».
Старшая сестра — Анна Владимировна Пруссак (31 августа 1888 — 10 августа 1956), источниковед и учёный Петербургской исторической школы, педагог. Неоднократно посещала Владимира Пруссака во время иркутской ссылки, помогла выпустить первый сборник.
Младшая сестра — Елена Владимировна Пруссак (1899 — не ранее 1956).
Жена — В. Браун, дочь профессора германистики Петербургского университета Фёдора Брауна. Поженились в начале 1918 года.